# Vansbro (đô thị)
Đô thị Vansbro (Vansbro kommun) là một đô thị thuộc hạt Dalarna ở trung bộ Thụy Điển. Thủ phủ là thị trấn Vansbro.
Trong cuộc cải cách chính quyền địa phương năm 1971 Järna, Nås và Äppelbo đã được hợp nhất để lập đô thị Vansbro. Tên đô thị mới được đặt theo địa phương Vansbro, thủ phủ của đô thị mới.

## Localities
- Vansbro, dân số 2.100
- Järna, dân số 1.500
- Nås, dân số 465
- Äppelbo

Đô thị này kết nghĩa với Velké Meziříčí, Cộng hòa Séc.